# Barrhead (Alberta)
Barrhead è una cittadina del Canada, situata nella provincia dell'Alberta. 
Si trova nella Divisione No. 13, a circa 110 km a nord di Edmonton.